# 脱出アドベンチャー 魔女の住む館
『脱出アドベンチャー 魔女の住む館』（だっしゅつアドベンチャー まじょのすむやかた）は、アークシステムワークスより2012年12月19日にニンテンドーeショップにて配信開始されたニンテンドー3DS用ゲームソフト。脱出アドベンチャーシリーズ第2作。

## 概要
学園を舞台にした脱出ゲームで、仲間との会話でストーリーや脱出のヒントを追う「アドベンチャー」、フィールド内を調査して脱出の手がかりを探す「探索」、探索で見つけたアイテムや仕掛けを主人公の持つ特殊工具で分解・解除する「分解・パズル」の3つの要素を軸に展開する。
今作から情報収集のため校内や町内を探索するパートも追加された。

## 舞台
舞台は全て架空のものである。
- 七阜市大継町（ななふし・おおつぎちょう） - 古くから霊山として有名な、緑豊かな山と日本有数の面積を誇る湖を展望できる古都。
  - 大継駅 - 大継町の駅。近くには洋菓子店があるが、営業時間は18:30まで。ある行動を起こすと前作のキャラが目撃できる。
  - 商店街 - 大継町の商店街。若留や彦道の家がある。
  - 公園 - 大継町の公園。中央の大時計が特徴的。
  - 本屋 - 若留の行きつけの本屋。
  - 旧校舎 - 1ヶ月前の事件（旧校舎の少女）の舞台となった場所。今作では入れない。
  - 墓地 - 町の南東にある共同墓地。
- 私立逢魔学園高校 - 町内にある私立高校。山の中腹に建てられており、徒歩で30分かかる。
  - 図書室 - 逢魔学園の図書室。データベース化がなされており、パソコンで情報を検索できる。
  - 第二音楽室 - 逢魔学園の音楽室だが、普段は鍵がかけられており入れない。
- 帰らずの森 - 町の北西に広がる広大な森。その奥には今作の舞台・妖冥館がそびえ立つ。
- 妖冥館 - 「帰らずの森」の奥にある無人の館。かつては「葉明館」と呼ばれる児童養護施設だったようだが、10年前にとある事件が起こった事により閉鎖され、今は調度にのみその頃の面影を残す。

## 登場人物
時野 若留（ときの わかる）
シリーズの主人公。私立逢魔学園高校に通う少女。オカルトや怪談話に目がない。両親を幼少時に亡くしているため、時計屋を営む祖父に引き取られて育てられた影響で、時計が好きで年代物の時計をみると目の色が変わり夢中になるほど。左腕に肌身離さずつけてある腕時計には時計を修理するための工具が仕込まれている。工具を取り出す際は、専用のカットイン演出が入る。
鍛冶野 彦道（かじの ひこみち）
若留の幼馴染の少年。常に10面ダイスを持ち歩いている。家はパチンコ屋を営んでおり、その影響か非科学的な事は一切信じない一方で、賭けごとに対するジンクスは信じるという一面も。面倒くさがり屋だが、義理堅く、真っ直ぐな性格の持ち主で、立ちはだかる難題に挑む若留を支える。今回は「妖冥館」に一度探索に行ってから不審な行動を見せるようになる。
須佐見 秀ノ介（すさみ しゅうのすけ）
持病の静養という理由で、若留達のクラスに転校してきた少年で学園理事長の孫。端正な顔立ちに物腰柔らかな態度のため女子に人気がある。学園の噂の知識を豊富に持つため若留達と意気投合するが、常に冷静で何かを考えているような節を見せる。今回は若留の情報収集や探索に協力するシーンが多い。
紫ノ宮 葵（しのみや あおい）
妖艶な雰囲気を漂わせる謎の美女。3年生の証である青いタイを身につけている事から、逢魔学園の生徒であるようだが…?
時野 創司（ときの そうじ）
若留の祖父。「時野時計店」を経営しており、普段は工房で作業に取り組んでいるため外に出てこない。
鍛冶野 勝子（かじの かつこ）
彦道の母。「姉」と呼んでも違和感が無いほど若々しい。